# Kroatische Partij van Rechten 1861

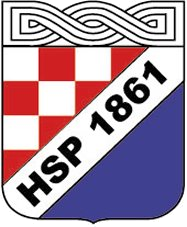

Kroatische Partij van Rechten 1861 (Kroatisch: Hrvatska stranka prava 1861, HSP 1861) is een politieke partij in Kroatië.
Zij werd in 1993 opgericht naar aanleiding van de verwijdering van Dobroslav Paraga uit zijn dienst als leider van de Kroatische Partij van Rechten, en nadat Paraga geprobeerd had via een rechtszaak zijn positie terug te krijgen. "1861" staat voor het jaar dat de Kroatische Partij van Rechten opgezet werd.